# MEX (zespół muzyczny)
MEX – węgierska grupa muzyczna, grająca hard rock i heavy metal.

## Historia
W 1989 roku wokalista József Vertig odszedł z zespołu Griff. Złożył on propozycję Gáborowi Závodiemu, byłemu członkowi grupy Viki és a Flört, założenia grupy muzycznej pod nazwą Excalibur. Muzycy rozpoczęli wspólne nagrania, jednak wkrótce później Vertig zginął w wypadku samochodowym. Po przerwie zdecydowano się dokończyć nagrania. Wydano album demo, jednak do wydania albumu studyjnego nie doszło ze względu na bankructwo wytwórni, z którą grupa miała podpisany kontrakt. Wkrótce później przemianowano grupę na MEX. W 1991 roku Proton wydał pierwszy album zespołu, Senki és semmi. Do zespołu trafił między innymi pochodzący z Sopronu Gábor Madarász. W 1993 roku nagrano drugi album, Őrülj +!, na którym zespół zastosował między innymi automaty perkusyjne, długie gitarowe riffy czy oryginalne teksty. Następnie podpisano kontrakt z Sony Music, a w 1994 roku został wydany album Bumm! Nesze neked!. Do zespołu dołączyli w tym czasie basista Barnabás Kovács i perkusista Zoltán Schvéger, którego przyjście spowodowało, że nie stosowano już automatów perkusyjnych. W 1995 roku wydano EP zatytułowane Remex oraz album studyjny Botrány!, z którego dochód, według grupy, został przeznaczony na paraolimpijczyków. W 1999 roku wydano ostatni album grupy, Pszicho-pata, który jednak spotkał się z dużą krytyką w mediach. Później nie wydano już żadnego albumu, a MEX stał się grupą hobbystyczną, udzielającą czasem koncertów.

## Dyskografia
- Senki és semmi (1991)
- Őrülj +! (1993)
- Bumm! Nesze neked! (1994)
- Remex (1995)
- Botrány! (1995)
- Pszicho-pata (1999)

## Skład zespołu

### Obecny
- Barnabás Kovács – gitara basowa
- Gábor Madarász – gitara
- Zoltán Schvéger – perkusja
- Gábor Závodi – wokal

### Wcześniejsi członkowie
- Mihály Balogh – gitara
- Ferenc Kisvári – perkusja
- József Vertig – wokal
- Tamás Zsoldos – gitara basowa